# Lista monumentelor istorice din județul Prahova - T

Simbol utilizat pentru monumentele istorice

Lista monumentelor istorice din județul Prahova - T cuprinde monumentele istorice înscrise în Patrimoniul cultural național al României și aflate în localități din județul Prahova al căror nume începe cu litera T. 
Lista completă este menținută și actualizată periodic de către Ministerul Culturii, Cultelor și Patrimoniului Național din România, prin intermediul Institutului Național al Patrimoniului, ultima versiune datând din 2015. Această listă cuprinde și actualizările ulterioare, realizate prin ordin al ministrului culturii.
Puteți căuta un monument din județul Prahova folosind formularul de mai jos sau puteți naviga prin toate monumentele din județ la lista monumentelor istorice din județul Prahova.
| Cod LMI                                             | Denumire                                                                                                  | Localitate                                   | Localizare                                                        | Datare, Creatori                              | Imagine               | Erori             |
| --------------------------------------------------- | --- | -------------------------------------------- | ----------------------------------------------------------------- | --------------------------------------------- | --------------------- | ----------------- |
| PH-I-s-A-16216 (RAN: 130927.01)                     | Situl arheologic de la Târgșoru Vechi                                                                     | sat Târgșoru Vechi; comuna Târgșoru Vechi    | 1, „La Mănăstire” 44.88897°N 25.92657°E                           |                                               | Încarcă foto \| video | Raportează eroare |
| PH-I-m-A-16216.01 (RAN: 130927.01.15)               | Așezare                                                                                                   | sat Târgșoru Vechi; comuna Târgșoru Vechi    | 1, „La Mănăstire”                                                 | sec. XV - XVII                                | Încarcă foto \| video | Raportează eroare |
| PH-I-m-A-16216.02 (RAN: 130927.01.14)               | Așezare                                                                                                   | sat Târgșoru Vechi; comuna Târgșoru Vechi    | 1, „La Mănăstire”                                                 | sec. V-VII p. Chr.                            | Încarcă foto \| video | Raportează eroare |
| PH-I-m-A-16216.03 (RAN: 130927.01.13)               | Necropolă                                                                                                 | sat Târgșoru Vechi; comuna Târgșoru Vechi    | 1, „La Mănăstire”                                                 | sec. IV p. Chr.                               | Încarcă foto \| video | Raportează eroare |
| PH-I-m-A-16216.04 (RAN: 130927.01.12)               | Așezare                                                                                                   | sat Târgșoru Vechi; comuna Târgșoru Vechi    | 1, „La Mănăstire”                                                 | sec. II p. Chr.                               | Încarcă foto \| video | Raportează eroare |
| PH-I-m-A-16216.05 (RAN: 130927.01.16)               | Necropolă                                                                                                 | sat Târgșoru Vechi; comuna Târgșoru Vechi    | 1, „La Mănăstire”                                                 | sec. II - III p. Chr.                         | Încarcă foto \| video | Raportează eroare |
| PH-I-m-A-16216.06 (RAN: 130927.01.10)               | Așezare                                                                                                   | sat Târgșoru Vechi; comuna Târgșoru Vechi    | 1, „La Mănăstire”                                                 | Hallstatt târziu, Cultura Ferigile - Bârsești | Încarcă foto \| video | Raportează eroare |
| PH-I-m-A-16216.07 (RAN: 130927.01.11)               | Așezare                                                                                                   | sat Târgșoru Vechi; comuna Târgșoru Vechi    | 1, „La Mănăstire”                                                 | Latène                                        | Încarcă foto \| video | Raportează eroare |
| PH-I-m-A-16216.08 (RAN: 130927.01.08, 130927.01.09) | Așezare                                                                                                   | sat Târgșoru Vechi; comuna Târgșoru Vechi    | 1, „La Mănăstire”                                                 | Epoca bronzului, Cultura Tei                  | Încarcă foto \| video | Raportează eroare |
| PH-I-m-A-16216.09 (RAN: 130927.01.06)               | Așezare                                                                                                   | sat Târgșoru Vechi; comuna Târgșoru Vechi    | 1, „La Mănăstire”                                                 | Neolitic, Cultura Boian                       | Încarcă foto \| video | Raportează eroare |
| PH-I-m-A-16216.10 (RAN: 130927.01.05)               | Așezare                                                                                                   | sat Târgșoru Vechi; comuna Târgșoru Vechi    | 1, „La Mănăstire”                                                 | Neolitic timpuriu, Cultura Starčevo - Criș    | Încarcă foto \| video | Raportează eroare |
| PH-I-m-A-16216.11 (RAN: 130927.01.07)               | Așezare                                                                                                   | sat Târgșoru Vechi; comuna Târgșoru Vechi    | 1, „La Mănăstire”                                                 | Eneolitic, Cultura Gumelnița                  | Încarcă foto \| video | Raportează eroare |
| PH-I-s-B-16215 (RAN: 130927.02)                     | Așezare                                                                                                   | sat Târgșoru Vechi; comuna Târgșoru Vechi    | 540B, „La fosta moară”, 500 m vest de moară 44.87405°N 25.91545°E | Epoca bronzului, Cultura Tei                  | Încarcă foto \| video | Raportează eroare |
| PH-I-s-B-16218 (RAN: 135903.01)                     | Așezare                                                                                                   | sat Tomșani; comuna Tomșani                  | „Stația CFR” 44.95367°N 26.30101°E                                | Neolitic, Cultura Boian                       | Încarcă foto \| video | Raportează eroare |
| PH-II-m-B-16770                                     | Biserica „Adormirea Maicii Domnului”, „Sf. Gheorghe”                                                      | sat Tăriceni; comuna Șirna                   | 67                                                                | 1739 cf. pisanie, ref. 1843                   | Încarcă foto \| video | Raportează eroare |
| PH-II-m-A-16771 (RAN: 130605.01)                    | Ruinele conacului Brâncoveanu-Mavrocordat                                                                 | sat Tătărani; comuna Bărcănești              | f.n.                                                              | sec. XVIII - XIX                              |                       | Raportează eroare |
| PH-II-m-A-16772                                     | Biserica „Sf. Voievozi” a fostei mănăstiri Târgșoru Nou                                                   | sat Târgșoru Nou; comuna Ariceștii Rahtivani | 121                                                               | 1857, dărâmată în 1940, ref. în 1942          |                       | Raportează eroare |
| PH-II-m-B-16773 (RAN: 130927.05)                    | Biserica „Sf. Arhangheli Mihail și Gavriil” și „Sf. Ierarh Nicolae” a Mănăstirii Turnu-a lui Antonie Vodă | sat Târgșoru Vechi; comuna Târgșoru Vechi    | 1, În situl arheologic Târgșor 44.8896°N 25.9251°E                | 1669-1672, reconstruită pe ruine 1997 - 2001  |                       | Raportează eroare |
| PH-II-m-A-16774                                     | Ruinele Bisericii Albe                                                                                    | sat Târgșoru Vechi; comuna Târgșoru Vechi    | 1, În situl arheologic Târgșor                                    | 1570                                          |                       | Raportează eroare |
| PH-II-m-A-16775 (fost PH-II-m-B-16775)              | Ruinele bisericii lui Mihnea Turcitul-Biserica Roșie                                                      | sat Târgșoru Vechi; comuna Târgșoru Vechi    | 1, În situl arheologic Târgșor                                    | sf. sec. XVI                                  |                       | Raportează eroare |
| PH-II-m-B-21126                                     | Conacul Moruzi                                                                                            | sat Târgșoru Vechi; comuna Târgșoru Vechi    | 45.35556°N 25.53622°E                                             |                                               | Încarcă foto \| video | Raportează eroare |
| PH-II-m-B-16776                                     | Casa Silvia Teodorescu Nicolau                                                                            | sat Târlești; comuna Posești                 | 23                                                                | înc. sec. XX                                  | Încarcă foto \| video | Raportează eroare |
| PH-II-m-B-16777                                     | Casa Constantin Teodorescu                                                                                | sat Târlești; comuna Posești                 | 44                                                                | 1900 - 1912                                   | Încarcă foto \| video | Raportează eroare |
| PH-II-m-B-16778                                     | Casa Nicolae Tronaru                                                                                      | sat Târlești; comuna Posești                 | 108                                                               | 1905                                          | Încarcă foto \| video | Raportează eroare |
| PH-II-m-B-16779                                     | Casa Floarea Vișan                                                                                        | sat Târlești; comuna Posești                 | 182                                                               | prima jum. a sec. XIX                         | Încarcă foto \| video | Raportează eroare |
| PH-II-m-B-16780                                     | Casa Ion Soare                                                                                            | sat Târlești; comuna Posești                 | 255                                                               | 1895                                          | Încarcă foto \| video | Raportează eroare |
| PH-II-m-B-16781                                     | Casa Constantin Mihalcea                                                                                  | sat Târlești; comuna Posești                 | 259                                                               | 1915                                          | Încarcă foto \| video | Raportează eroare |
| PH-II-m-B-16782                                     | Casa Vasile Ivănescu                                                                                      | sat Târlești; comuna Posești                 | 336                                                               | sf. sec. XIX                                  | Încarcă foto \| video | Raportează eroare |
| PH-II-m-B-16786                                     | Casa Maria Turcu                                                                                          | sat Telega; comuna Telega                    | 171                                                               | sf. sec. XIX                                  | Încarcă foto \| video | Raportează eroare |
| PH-II-m-B-16787                                     | Casa Joița Ținteanu                                                                                       | sat Telega; comuna Telega                    | 176                                                               | 1894 - 1898                                   | Încarcă foto \| video | Raportează eroare |
| PH-II-m-B-16788                                     | Casa Virginia Stăncioiu                                                                                   | sat Telega; comuna Telega                    | 268                                                               | 1902                                          | Încarcă foto \| video | Raportează eroare |
| PH-II-m-B-16783                                     | Casa Nicolae Bucătaru                                                                                     | sat Telega; comuna Telega                    | 1340                                                              | 1920                                          | Încarcă foto \| video | Raportează eroare |
| PH-II-m-B-16784                                     | Casa Gheorghe Mocanu                                                                                      | sat Telega; comuna Telega                    | 1425                                                              | 1920                                          | Încarcă foto \| video | Raportează eroare |
| PH-II-m-B-20327                                     | Casa Tinca Brebeanu                                                                                       | sat Telega; comuna Telega                    | 1568                                                              | 1930                                          | Încarcă foto \| video | Raportează eroare |
| PH-II-m-B-16785                                     | Casa Maria Brebeanu                                                                                       | sat Telega; comuna Telega                    | 1571                                                              | sf. sec. XIX                                  | Încarcă foto \| video | Raportează eroare |
| PH-II-m-B-16813                                     | Casă | sat Teși la; comuna Valea Doftanei           | 47                                                                | 1920                                          | Încarcă foto \| video | Raportează eroare |
| PH-II-m-B-16790                                     | Casa Teși la                                                                                              | sat Teși la; comuna Valea Doftanei           | Str. Centru 414                                                   | 1920                                          | Încarcă foto \| video | Raportează eroare |
| PH-II-m-B-16791                                     | Casa Marioara Cernea                                                                                      | sat Tinosu; comuna Tinosu                    | 420                                                               | 1919                                          | Încarcă foto \| video | Raportează eroare |
| PH-II-m-B-16792 (RAN: 133713.01)                    | Biserica „Intrarea în Biserică a Maicii Domnului”                                                         | sat Tohani; comuna Gura Vadului              | 121                                                               | 1816                                          | Încarcă foto \| video | Raportează eroare |
| PH-II-a-B-16798                                     | Ansamblul rural                                                                                           | sat Trăisteni; comuna Valea Doftanei         | Delimitare cf. PUG avizat                                         | sf. sec. XIX-înc. sec. XX                     | Încarcă foto \| video | Raportează eroare |
| PH-II-m-B-16795                                     | Casa Ibrian Gh. Pompiliu                                                                                  | sat Trăisteni; comuna Valea Doftanei         | 133                                                               | 1928                                          | Încarcă foto \| video | Raportează eroare |
| PH-II-m-B-16799                                     | Casa Constantin Bran                                                                                      | sat Trăisteni; comuna Valea Doftanei         | 348                                                               | 1868                                          | Încarcă foto \| video | Raportează eroare |
| PH-II-m-B-20328                                     | Casa Ion Poșchina                                                                                         | sat Trăisteni; comuna Valea Doftanei         | 866                                                               | 1900                                          | Încarcă foto \| video | Raportează eroare |
| PH-II-m-B-16793                                     | Casa Maria Cârstea                                                                                        | sat Trăisteni; comuna Valea Doftanei         | 921                                                               | 1928                                          | Încarcă foto \| video | Raportează eroare |
| PH-II-a-B-16800                                     | Gospodăria de oier Frusina Roșca                                                                          | sat Trăisteni; comuna Valea Doftanei         | Str. Negraș 582                                                   | sf. sec. XIX                                  | Încarcă foto \| video | Raportează eroare |
| PH-II-m-B-16800.01                                  | Casă | sat Trăisteni; comuna Valea Doftanei         | Str. Negraș 582                                                   | sf. sec. XIX                                  | Încarcă foto \| video | Raportează eroare |
| PH-II-m-B-16800.02                                  | Anexe (saivan, bucătărie de vară, grajd, fânar)                                                           | sat Trăisteni; comuna Valea Doftanei         | Str. Negraș 582                                                   | sf. sec. XIX                                  | Încarcă foto \| video | Raportează eroare |
| PH-II-m-B-20325                                     | Casa Luxandra Neagu                                                                                       | sat Trăisteni; comuna Valea Doftanei         | Str. Negraș 676                                                   | 1930                                          | Încarcă foto \| video | Raportează eroare |
| PH-II-m-B-16802                                     | Biserica „Sf. Voievozi” - ruine                                                                           | sat Trăisteni; comuna Valea Doftanei         | Str. Principală 392, în cimitir                                   | mijl. sec. XIX                                | Încarcă foto \| video | Raportează eroare |
| PH-IV-m-B-16935                                     | Cruce de pomenire, din piatră                                                                             | sat Tătaru; comuna Tătaru                    | În centrul localității                                            | sec. XIX                                      | Încarcă foto \| video | Raportează eroare |
| PH-IV-m-B-16937                                     | Cruce de piatră                                                                                           | sat Telega; comuna Telega                    | Pe Ulița Stoienilor, în curtea lui Stoian T. Gheorghe             | sf. sec. XVIII                                | Încarcă foto \| video | Raportează eroare |
| PH-IV-m-B-16938                                     | Cruce de pomenire, din piatră                                                                             | sat Telega; comuna Telega                    | Cartier Lambeștii de Jos, pe terenul lui Drăghicescu Ioan         | 1853                                          | Încarcă foto \| video | Raportează eroare |